# Philander C. Knox
Philander Chase Knox (Brownsville, 6 de maio de 1853 – Washington, D.C., 12 de outubro de 1921) foi um advogado, bancário e político norte-americano que serviu como procurador-geral entre 1901 e 1904 durante as administrações de William McKinley e Theodore Roosevelt, senador de 1904 a 1909 e novamente entre 1917 e 1921, e como secretário de estado de 1909 a 1913 sob o presidente William Howard Taft.
Um ativo advogado em Pittsburgh, Pensilvânia, numa parceria conhecida como Knox e Reed, Knox foi um dos fundadores da cidade de Monessen, tendo uma rua nomeada em sua homenagem. Ele foi o diretor do Pittsburgh National Bank of Commerce junto com os industrialistas Henry Clay Frick e Andrew W. Mellon, também dirigindo outro proeminente banco da cidade.